# Petr Rada (trenér)
Petr Rada (* 21. srpna 1958 Praha) je český fotbalový trenér a bývalý československý reprezentant, který nastupoval jako obránce. Získal ocenění „Trenér měsíce Gambrinus ligy“ za září 2012 (jako trenér SK Slavia Praha) a za březen 2014  (jako trenér FC Vysočina Jihlava). Od ledna 2018 do dubna 2022 byl trenérem FK Jablonec. Od června 2022 je trenérem FK Dukla Praha.
V roce 2021 se stal se 414 zápasy trenérem s nejvíce odkoučovanými zápasy v éře samostatné české ligy, překonal Petra Uličného.

## Hráčská kariéra
V letech 1979 až 1988 byl hráčem armádního klubu Dukla Praha, kde dosáhl hodnosti poručíka. Později hrál krátce v německých klubech Fortuna Düsseldorf a Rot-Weiss Essen. Jeden rok působil v kanadském klubu Toronto Blizzard, půl roku hrál za Jahn Regensburg a FK Chmel Blšany. V roce 1993 se na dva roky vrátil zpět do německého klubu Fortuna Düsseldorf. Svou aktivní profesionální kariéru zakončil v klubu Bohemians Praha v roce 1996. Odehrál 11 reprezentačních zápasů, ve kterých vstřelil dvě branky, obě v domácím utkání kvalifikace ME 1984 v Praze na Strahově proti Itálii. Je registrovaným hráčem S.K. Černolice.

## Trenérská kariéra

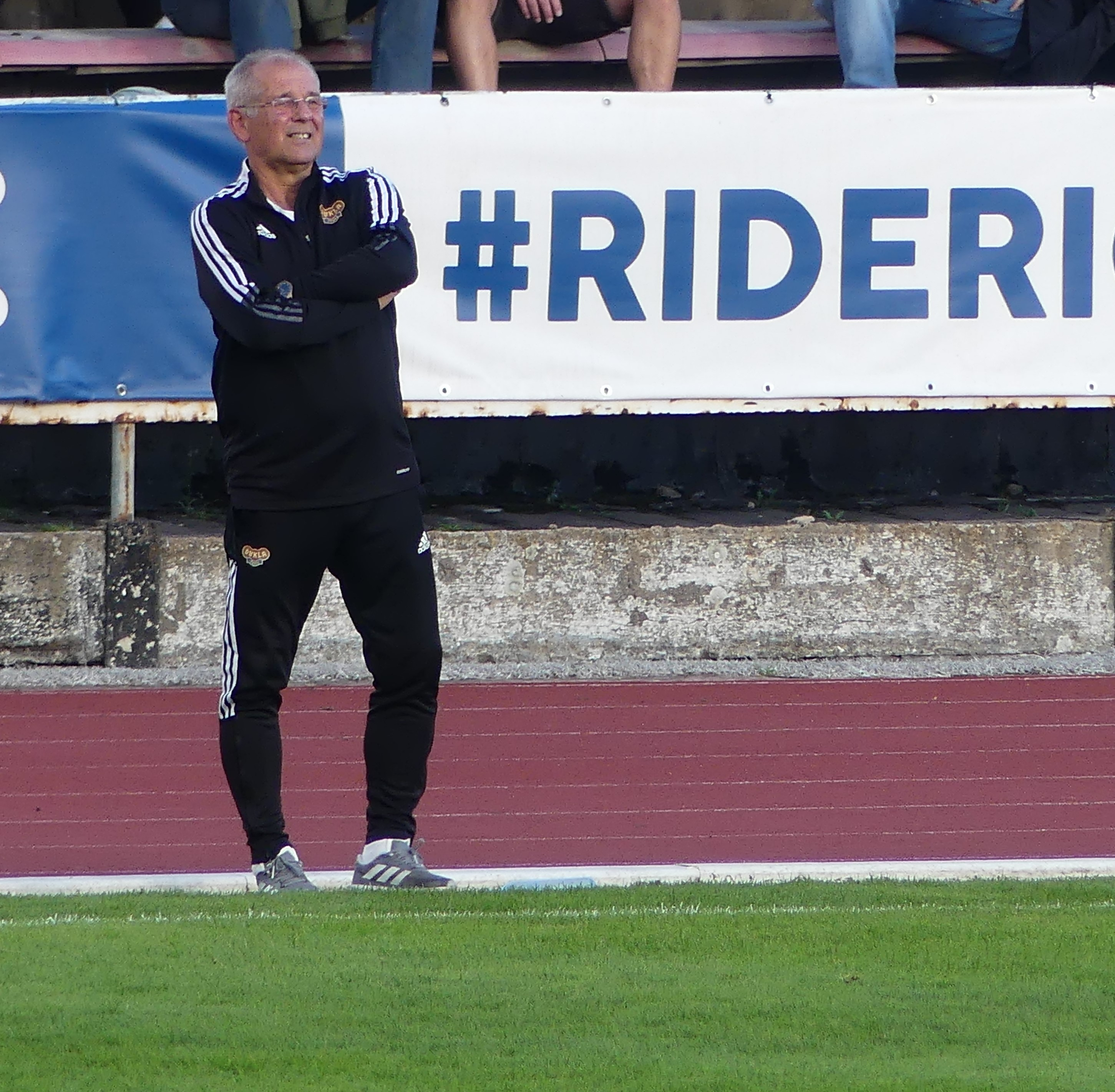
Petr Rada jako trenér Dukly Praha v 2. kole MOL CUPu v Ústí nad Orlicí (r. 2024).

Svou trenérskou kariéru odstartoval v roce 1996 jako asistent ve Fortuně Düsseldorf. Od sezóny 1997/98 působil jako asistent ve Slavii Praha a po odvolání trenéra Pavla Tobiáše na jaře 1998 dokončil sezónu jako hlavní trenér. V ročníku 2000/01 byl trenérem FK Teplice a v dalším roce působil ve Viktorii Plzeň. V ročníku 2003/04 trénoval FK Jablonec a v sezóně 2007/08 opět FK Teplice.
Od sezóny 2006/07 působil jako asistent Karla Brücknera u reprezentačního týmu České republiky. Po jeho odstoupení byl 17. července 2008 vybrán vedením Českomoravského fotbalového svazu jako nový hlavní trenér národního mužstva. Jeho prvním zápasem v této funkci bylo přátelské střetnutí na stadionu Wembley proti domácí Anglii, kde český tým remizoval 2:2, když vyrovnávací branku inkasoval až v 92. minutě.
V dubnu 2009 byl vedením ČMFS z funkce trenéra fotbalové reprezentace odvolán společně s celým realizačním týmem.
Zároveň s ním opustilo reprezentaci šest fotbalistů, kteří se účastnili "večírku" po prohraném utkání v kvalifikaci o MS se Slovenskem.
Do konce roku 2009 zůstal zaměstnancem ČMFS, dalších 9 měsíců nikde netrénoval. V říjnu 2010 využil nabídky z Liberce a nastoupil jako trenér u prvoligového týmu Slovanu Liberec. Podařilo se mu tým dostat ze sestupového pásma. V létě roku 2011 se vrátil do Teplic, s nimiž dosáhl umístění na 5. místě ligové tabulky a na semifinále ligového poháru. Na začátku sezony 2012/13 teplické vedení uplatnilo opci na prodloužení jeho smlouvy, ale nakonec se i tak přestěhoval po letech opět na lavičku pražské Slavie, zde však nedokončil ani sezónu, po sérii špatných výsledků na jaře 2013 ve Slavii skončil. Jeho celková bilance na lavičce Slavie byla sedm výher, devět remíz a devět proher. V listopadu 2013 převzal trenérské žezlo u týmu FC Vysočina Jihlava po odvolaném Františku Komňackému a dovedl tým v sezoně 2013/14 na konečné 8. místo tabulky. Vstup do sezony 2014/15 však Jihlavě nevyšel a trenér Rada byl po 9. kole koncem září 2014 odvolán. Od února do června 2015 byl trenérem FK Teplice. Na konci srpna 2016 se stal trenérem 1. FK Příbram, když nahradil odvolaného Martina Pulpita. Na konci roku 2016 musel ale Příbram z ekonomických důvodů opustit. V březnu 2017 se stal hlavním trenérem klubu AC Sparta Praha, kde nahradil odvolané trenérské duo Tomáš Požár, David Holoubek.
V prosinci 2017 se stal podruhé ve své kariéře hlavním trenérem Jablonce. Tým po nepříliš povedeném podzimu zažil úspěšnou jarní část ligové sezony a v sezóně 2017/18 skončil na 3. místě, což mu zajistilo start v základní skupině Evropské ligy.
Ve druhém kole sezóny 2021/22 se stal se 414 zápasy trenérským rekordmanem v éře samostatné české ligy, překonal Petra Uličného. Připočtením éry Československa mu náleželo šesté místo a zároveň první mezi žijícími trenéry. Zápas proti Mladé Boleslavi ovšem Jablonec 0:3 prohrál.